# 1月8日 (旧暦)
旧暦1月8日（きゅうれきいちがつようか）は、旧暦1月の8日目である。六曜は友引である。

## できごと
- 綏靖天皇1年（ユリウス暦紀元前581年2月23日） - 第2代天皇・綏靖天皇が即位
- 建武4年/延元2年（ユリウス暦1337年2月9日） - 北畠顕家が義良親王（後の後村上天皇）を奉じ陸奥に立て籠る
- 永禄7年（ユリウス暦1564年2月20日） - 第二次国府台合戦。北条氏と里見氏が下総の国府台で合戦し北条軍が勝利
- 明治5年（グレゴリオ暦1872年2月16日） - 仙台県が宮城県に改称

## 誕生日
- 承安3年（ユリウス暦1173年2月21日） - 明恵、華厳宗中興の祖（+ 1232年）
- 正保3年（グレゴリオ暦1646年2月23日） - 徳川綱吉、江戸幕府5代将軍（+ 1709年）
- 寛政3年（グレゴリオ暦1791年2月10日） - 大田垣蓮月、歌人、（+ 1875年）
- 文化14年（グレゴリオ暦1817年2月23日） - 来島又兵衛、長州藩士（+ 1864年）
- 嘉永4年（グレゴリオ暦1851年2月8日） - 岩崎弥之助、実業家、三菱財閥2代主宰（+ 1908年）

## 忌日
- 寛永19年（グレゴリオ暦1642年2月7日） - 安楽庵策伝、僧、文人（* 1554年）

## 記念日・年中行事
- 正月事納め